# Пічне опалення

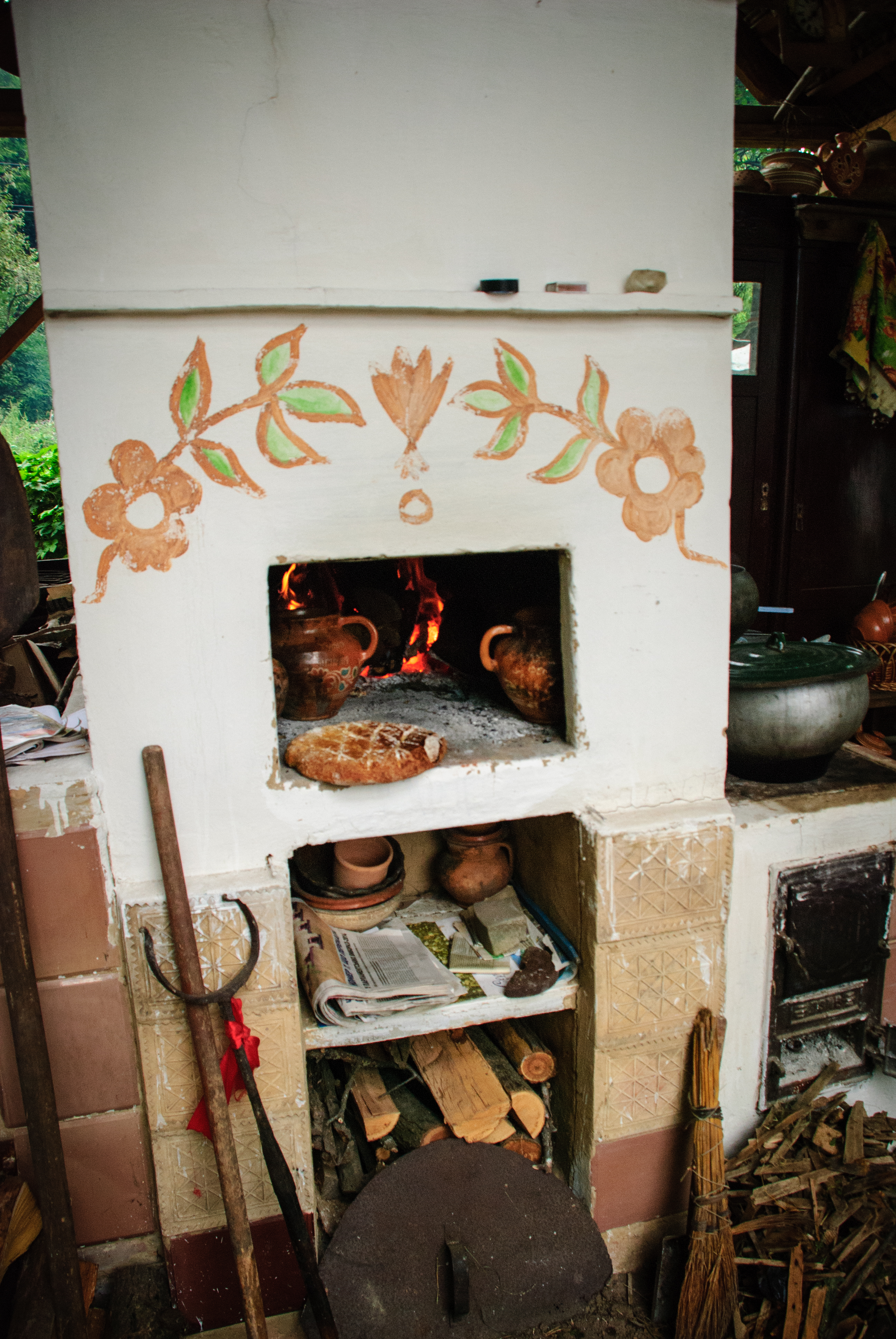
Традиційна українська піч

Пічне опалення — це система опалення приміщень за допомогою опалювальної печі. Пічне опалення належить до місцевого (або індивідуального) опалення, при якому отримання, перенесення та передача тепла відбуваються в тому самому приміщенні та в тому самому агрегаті.
Від конструкції печі, застосованої в системі опалення, залежить скільки кімнат буде обігріто однією піччю, та можливість здійснення супутніх функцій, наприклад, приготування їжі чи розігрів води для купання, або функція переміщення печі. Наприклад традиційну піч неможливо переміщати, а піч типу буржуйка можна переміщати досить легко, але водночас вона здатна ефективно опалити тільки одне приміщення.

## Історія пічного опалення
Вперше про опалення житла люди замислювалися ще в кам'яній добі. Доісторичні люди палили багаття в печерах і імпровізованих будинках, щоб зігріти свою сім'ю. Вогонь багаття зігрівав житлові приміщення, хоч і забруднював їх димом та сажею. Але згодом людство стало розробляти собі зручності і приблизно в третьому столітті до нашої ери був створений зразок сучасної печі, із трубою що випускала дим на вулицю для того, щоб будинок не задимлювався, але використання цього винаходу було дуже обмеженим, такі печі використовувалися майже виключно в розвинених державах Середземномор'я.
Відомо що жителі Давнього Риму винайшли систему пічного опалення яка складалася з печі в підвальному приміщенні від якої йшли канали під підлогу житлових приміщень по який йшло тепле повітря, потім воно йшло по повітряних каналах назовні. Це дозволяло не захаращувати приміщення печами, що було дуже зручно. Ці системи пічного опалення функціонально вже по суті нічим не поступалися аналогічним системам що створюються сьогодні.
Але римські технології дуже повільно розповсюджувалися за його межі. Тому в інших народів і держав (за рідкісним винятком) того періоду опалювання здійснювали методом застосування внутрішніх печей без димаря, що отримало назву опалення «по-чорному» через те що під час їх роботи внутрішній простір будівлі забруднювався димом і сажею. До 12-13 століть печі з димарем не були розповсюджені в Європі (як і в Світі) і тільки починаючи з 12 століття Європа загалом поступово починає переходити на опалення «по-білому». В Україні історично до кінця 13 століття палили «по-чорному», потім почав застосовуватися спосіб палити «по-сірому», з використанням спеціальної витяжної конструкції над піччю, а вже згодом в 16-17 століттях розповсюдилися печі з димарем, що дозволяло вже здійснювати опалення «по-білому» що дозволяло тримати приміщення в чистоті. Але в деяких місцевостях України опалювали «по-чорному» і «по-сірому» аж до 20 століття, особливо це стосується господарських споруд що потребували опалення, але не потребували чистоти
.

## Загальна характеристика
Під час функціонування системи пічного опалення відбувається генерування теплової енергії у процесі горіння (як правило твердого) палива у паливнику печі. В процесі спалювання утворюються гарячі димові гази що своєю чергою розігрівають внутрішню поверхню пічних каналів — димообігів печі. Потім під час технологічного процесу теплота через стінки каналів передається в опалювальне приміщення, а потім по принципу природної конвекції тепло розповсюджується через повітря по приміщенню розігріваючи при цьому предмети, поверхні і людей. Тепле повітря циркулює всередині приміщення поступово через щілини змішуючись з вуличним повітрям. Тим часом димові гази, що частково охолодилися, видаляються через димову трубу в атмосферу.. Традиційним елементом системи українського пічного опалення є лежанка. Лежанка одночасно і збільшує об'єм поверхні якою піч віддає тепло приміщенню і в той самий час є зручним і корисним місцем для відпочинку.

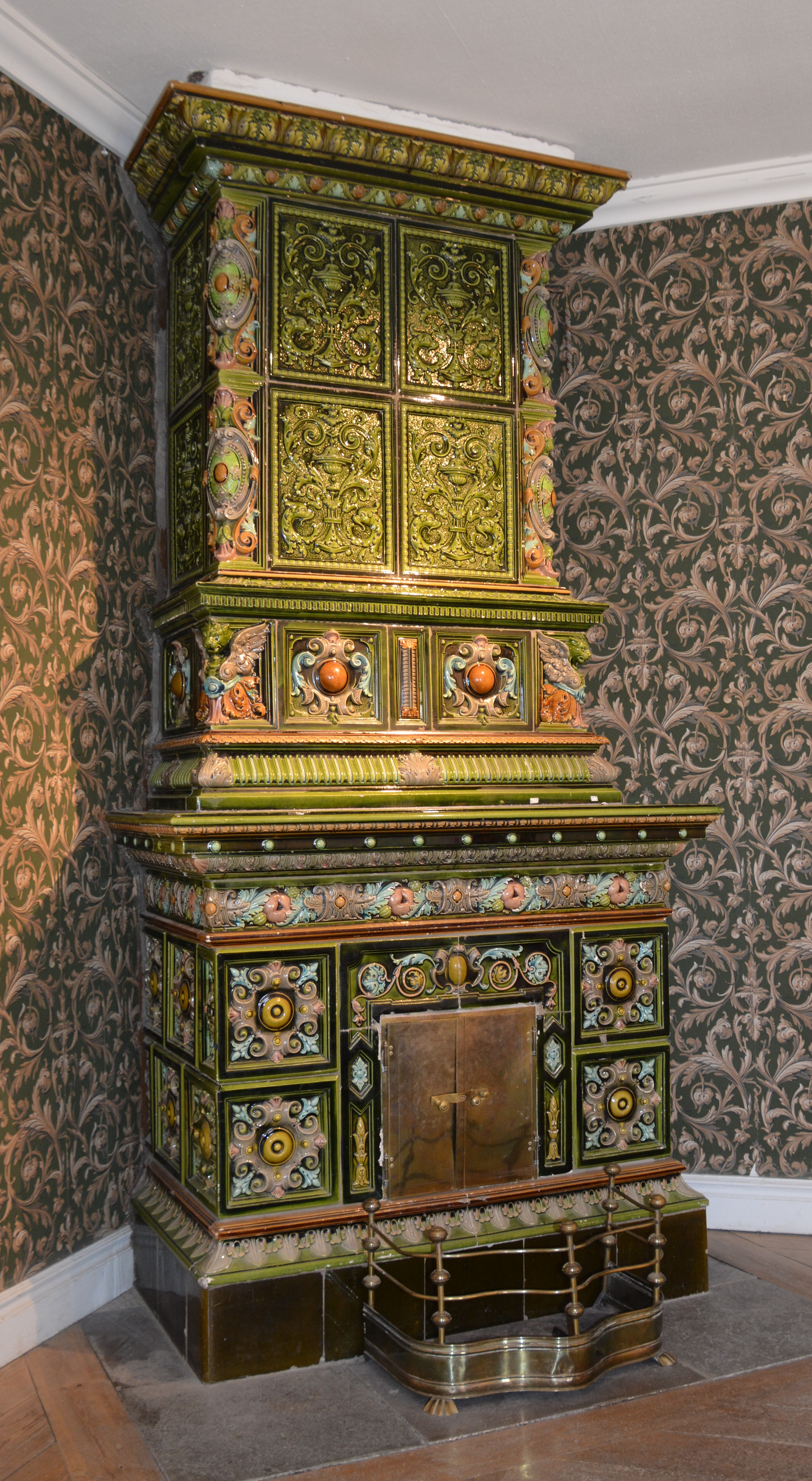
Традиційна шведська піч

## Переваги та недоліки пічного опалення
До переваг пічного опалення можна віднести простоту в експлуатації — розтопити піч і підкинути туди дров зможе навіть дитина. Система пічного опалення досить легка у виготовлені, не потребує складних технічних рішень і рідкісних матеріалів. Також великим плюсом пічного опалення є відсутність проблем з паливом — так чи інакше, роздобути дрова або деревні відходи можна практично скрізь. І це дуже контрастує з газовим опаленням паливо для якого треба видобувати і переміщати часто за тисячі кілометрів від приміщення яке треба опалити. В сучасний період світового енергетичного дефіциту ця перевага є визначальною.
Мінусами пічного опалення, можна назвати те що піч займає значну частину житлової площі приміщення, традиційну піч неможливо переміщати всередині будівлі, виключення складають тільки портативні металеві моделі, наприклад піч буржуйка. Об'ємні розміри пояснюються просто: товсті стінки печі акумулюють тепло, яке підтримує комфортну температуру в будинку після згасання полум'я в топці. Зазвичай після вимкнення системи пічного опалення комфортна температура приміщення зберігається ще 5-7 годин, звичайно можна досягти і більшого часу, проте це вимагає опалення приміщення до екстремально високих температур що значно перевищують максимальну рекомендовану для приміщення температуру 27-30 °C, над високі температури приміщення становлять небезпеку для здоров'я людини. А також що не менш важливо товсті стіни печі забезпечують високий рівень конструктивної міцності печі, що свою чергу забезпечує конструктивну безпеку системи пічного опалення. Стінки печі довго нагріваються і довго стигнуть, а це породжує вагомий мінус пічного опалення у вигляді високої інерційності, тобто людині що здійснює обслуговування системи пічного опалення важко контролювати температуру обігріву, тому температура може коливатися, вважається що якісне пічне опалення це опалення при якому коливання температури не перевищують 3 °C за шкалою Цельсія, проте на практиці це важко досягти. Конструкція опалювальної печі не передбачає прямого нагрівання повітря від полум'я в топці, така можливість є небезпечною для помешкання, і є допустимою лише в камінах. Велика частина теплової енергії витрачається на прогрівання стінок пристрою, тобто акумуляцію в них тепла. Тому піччю неможливо швидко обігріти холодне приміщення вона спочатку нагріє внутрішні комунікації печі, потім зовнішню кладку (або чавунний короб), а потім вже почне віддавати тепло в приміщення, цей процес зазвичай займає близько години часу, що змушує людей деякий час перебувати в холодному приміщені.
Також вагомим мінусом традиційної печі є її досить низька енергоефективність. Науково встановлено що ККД звичайної дров'яної печі становить не більше 25 %, що надзвичайно мало. Левова частина тепла без будь-якої користі виходить в димар, обігріваючи повітря на вулиці. Звичайно шляхом технічних пристосувань і хитрощів можна підвищити ККД печі до 40 %. Наприклад як це зроблено в печі типу «ракета». Однак подібні технічні інновації роблять систему пічного опалення ще більш громіздкою і посилюють його інерційність, а також загальну вартість при виготовленні. Хоча в той самий час в час енергодефіциту в Європі і високих цін на газ та інше викопне паливо, навіть низький ККД печі мало впливає на економічну ефективність пічного опалення, оскільки в будь-якому разі паливо для печей значно дешевше за газ і інші види викопного палива.
Пічне опалення, що працює, вимагає постійного контролю, контроль має здійснюватися цілодобово, навіть вночі. Контроль потрібен, тому що в процесі горіння більш ніж ймовірна загроза виникнення зворотної тяги, тобто початок надходження диму в приміщення, замість димаря. До того ж в процесі опалення існує ймовірність отримання опіку, особливо при використанні чавунної печі. При роботі чавунна піч розігрівається до значних температур, при необережному дотику така піч може завдати опіків кінцівок.